# Maagtorsie
Een maagtorsie (ook wel maagkanteling of volvulus genoemd) is een acuut levensbedreigende aandoening bij dieren met een grote buikholte. Bij een maagkanteling draait de maag binnen de buikholte om zijn as, waardoor de maag afgesloten raakt van de darmen en de slokdarm. Doordat maagbacteriën gassen blijven produceren, kan de maag opzwellen, wat acuut levensbedreigend is. Normaal gesproken zouden die gassen ontsnappen door winden en boeren. Een maagtorsie kan een reeks aan bijkomende problemen geven doordat organen en weefsels afgekneld of gekneusd worden. Ook scheuringen en het afsterven van weefsels komen voor. Onmiddellijk ingrijpen van een dierenarts is vereist.

## Verzorging bij maagtorsie
Als een dierenarts onmiddellijk kan komen, moet het dier niet vervoerd worden, maar meestal zal vervoer toch nodig zijn, aangezien een dierenarts op locatie erg beperkt is met de mogelijkheden. Daarbij moet druk op de buik vermeden worden. Als het dier kan lopen, heeft dit de voorkeur, en in het algemeen moet het zelf zijn houding kunnen kiezen. Het dier moet zo mogelijk gemuilkorfd worden, omdat het uit pijn gevaarlijk kan bijten.

## Medisch ingrijpen
Soms zijn de symptomen overduidelijk (opgezwollen buik, gasophoping, loos braken) en kan er direct een spoedbehandeling worden ingezet. Soms dient echter eerst een röntgenfoto gemaakt te worden om onderscheid tussen andere aandoeningen te maken: hierbij vormt de maag met het gas meestal een typisch popeye teken. De eerste remedie bij maagkanteling is het laten ontsnappen van de gassen. Dit kan soms door een maagsonde in te brengen, maar meestal wordt de maag, dwars door huid en buikwand heen, aangeprikt met een holle naald die het gas afvoert. Na het vrijlaten van het gas neemt het volume van de maag af. Daardoor kan de maag de vrijheid krijgen om zich weer in een normale positie te draaien, waarmee het acute probleem verholpen is. Meestal moet de dierenarts de maag echter operatief recht draaien. Verder komt het voor dat bloedvaten en lichaamsweefsels beschadigd zijn. Een dierenarts zal dit onderzoeken. Als de milt ook verdraaid is, zal de arts die meestal verwijderen, vanwege het risico van afsterven. Soms heeft de maag via het middenrif op het hart gedrukt, wat tot acute of blijvende hart- en ademhalingsproblemen kan leiden.

## Diersoorten
Maagtorsie komt voor bij dieren met een grote buikholte waarbij de maag door oorzaken als voeding, beweging en gasvorming afwijkend is gaan bewegen. Verder zijn bij enkele gedomesticeerde diersoorten oorzaken en remedies bekend die specifiek zijn voor die soort.

### Verwentelde schapen
Een schaap dat een tijdje op zijn rug heeft gelegen (een verwenteld schaap) en dan te snel of ruw overeind geholpen wordt, kan een maagtorsie oplopen. Een verwenteld dier moet dus rustig en in fasen op de buik gedraaid worden, te beginnen bij de achterpoten. Daarna moet het dier geholpen worden met opstaan.

### Honden
Vooral bij de Deense dog en andere grote hondenrassen komt maagkanteling voor. Waarschijnlijk hangt dit samen met het eetgedrag. Hoewel de oorzaak niet volkomen duidelijk is, wordt aangenomen dat geschrok en wild spel kort na het eten kunnen leiden tot maagtorsie.